# Vrbičany (district de Litoměřice)
Pour les articles homonymes, voir Vrbičany.
Vrbičany (en allemand : Worwischan) est une commune du district de Litoměřice, dans la région d'Ústí nad Labem, en Tchéquie. Sa population s'élevait à 293 habitants en 2021.

## Géographie
Vrbičany se trouve à 10 km au sud-ouest de Litoměřice, à 23 km au sud d'Ústí nad Labem et à 50 km au nord-ouest de Prague.
La commune est limitée au nord par Keblice, à l'est par Rochov et Černiv, au sud par Chotěšov et à l'est par Čížkovice et Siřejovice.

## Histoire
La première mention écrite du village date de 1226.

## Patrimoine

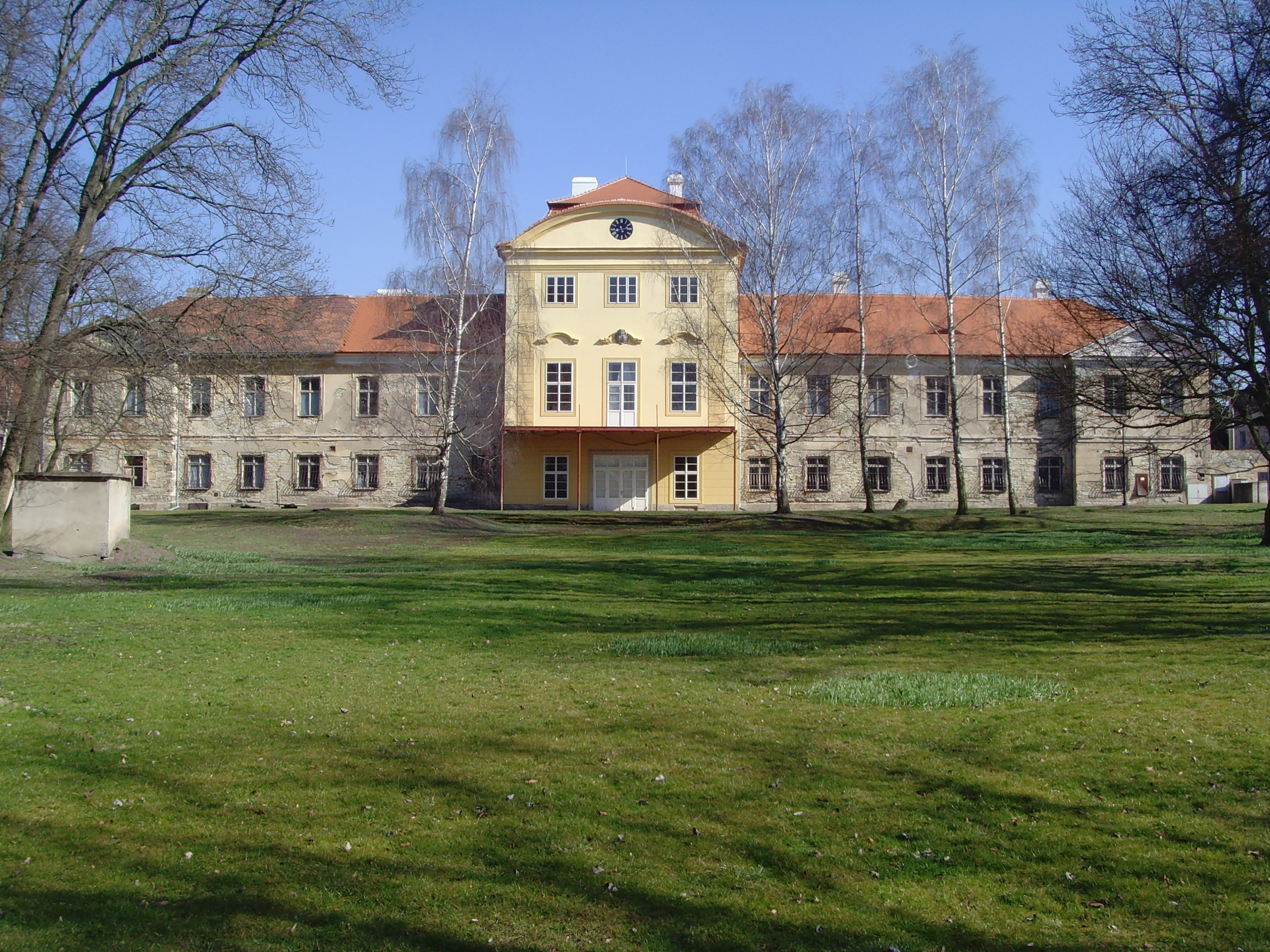
Château de Vrbičany.
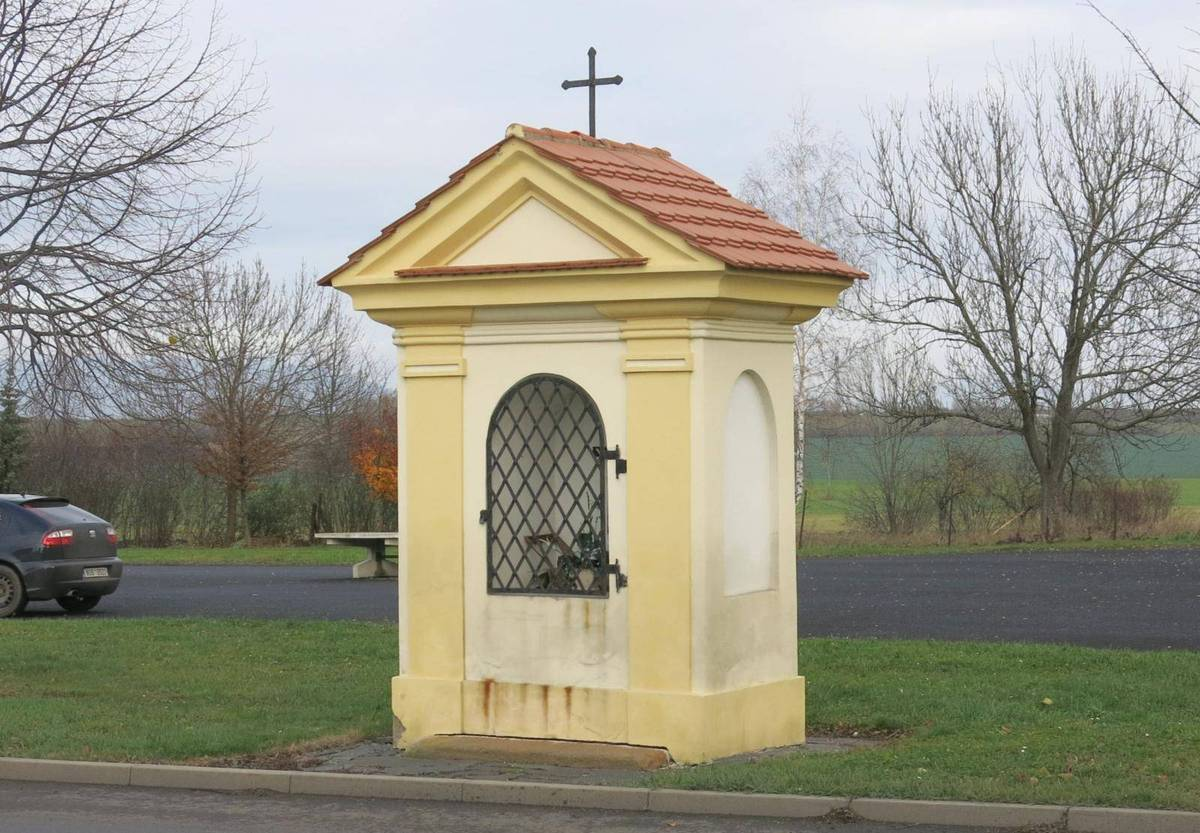
Chapelle à Vrbičany.

## Transports
Par la route, Vrbičany  se trouve à 12 km de Litoměřice, à 29 km d'Ústí nad Labem  et à 60 km de Prague.